# Pokémon Trading Card Game 2
ポケモンカードGB2 GR団参上 (Pokemon Kādo GB 2 GR Dan Sanjou) é um jogo da série Pokémon para Game Boy Color. É a seqüência direta de Pokémon Trading Card Game e nunca foi lançado fora do Japão. O motivo? Já estava tudo pronto para o lançamento do Game Boy Advance e por isso a Nintendo of America cancelou o lançamento do jogo no ocidente.
Trazia, além da escolha entre garoto ou garota como protagonista, uma expansão das cartas até a expansão Team Rocket.